# Diguvapalli, Srinivaspur
Diguvapalli là một làng thuộc tehsil Srinivaspur, huyện Kolar, bang Karnataka, Ấn Độ.